# Пресуппозиция
Пресуппози́ция (от лат. prae — впереди, перед и suppositio — подкладывание, заклад) (также презу́мпция) в лингвистической семантике — необходимый семантический компонент, обеспечивающий наличие смысла в утверждении.
Пресуппозицию можно понимать как компонент смысла текста, являющийся предварительным знанием/фактом, без которого нельзя адекватно воспринять текст. Пресуппозиция может появляться как при чтении другого текста, так и вообще не быть выраженной в текстах, оставшись в голове составителя.
Понятие пресуппозиции включает в себя как контекст, так и ситуацию, в которой сделано некоторое высказывание. Пресуппозиция дополняет смысл предложения, выраженный в его словах и структуре, в конкретном речевом акте.

## История понятия
Логики и философы обнаружили необходимость введения понятия пресуппозиции при анализе высказываний ещё в XIX веке. Немецкий логик Г. Фреге одним из первых предложил различать утверждаемое и предполагаемое в некотором высказывании. Например, в предложении «Моцарт умер в нищете» предполагается, что имя «Моцарт» означает некоторый денотат, что жил человек с таким именем. По Фреге, это предположение не является частью высказывания, а лишь влияет на его истинностное значение. Если же имени референта не существует, высказывание не теряет смысла, но лишается истинностного значения.
П. Стросон использовал понятие пресуппозиции в критике теории дескрипций Бертрана Рассела. Б. Рассел предлагал рассматривать предложения с пустыми дескрипциями (ложными пресуппозициями) как ложные, что, как показал П. Стросон, входит в противоречие с логическими законами. П. Стросон предлагал считать предложения с ложной пресуппозицией как лишённые истинностного значения. У. Куайн назвал такое положение «истинностным провалом».
Логики и лингвисты разделились на два лагеря: принимающих теорию «истинностного провала» и на сторонников расселовской «теории ложности». К. Доннелан предпринял попытку совместить эти теории путём анализа субъектно-предикатной структуры предложения.
Понятие пресуппозиции (презумпции) внесли в лингвистику О. Дюкро, И. Беллерт, Ч. Филлмор, Дж. Лакофф, П. и К. Кипарские.

## В лингвистике
Понятие пресуппозиции до сих пор не имеет общепринятого определения. Типы пресуппозиций в лингвистике выделяются различными лингвистами относительно аспекта их рассмотрения — когнитивно-прагматического, культурно-языкового, логического, но некоторые классификации используют целостный подход к классификации.
В. З. Демьянков на основе исследований зарубежных авторов предложил следующую типологию пресуппозиции:
1. логические пресуппозиции
2. прагматические пресуппозиции
3. семантические пресуппозиции

В когнитивно-прагматическом плане пресуппозиции можно разделить на ситуативные и лингвистические:
- широкая (общая) пресуппозиция — общие знания людей об окружающем мире. Отсутствующая в тексте информация легко восстанавливается исходя из устойчивых предметных отношений, известных каждому. Например, предложение «Птица вылетела из своего гнезда» без ущерба можно заменить на «Птица оставила своё гнездо», так как практически каждому известно, что птицы летают.
- узкая (частная) пресуппозиция — знания, относящиеся к данной конкретной ситуации, которыми владеют говорящие.
- лингвистическая пресуппозиция — знания, заключённые в самом языке.

В том же плане В. В. Красных выделяет: 1) микропресуппозицию (соотносится с индивидуальным когнитивным пространством), 2) социумную, константную пресуппозицию (соотносится с коллективным когнитивным пространством), 3) макропресуппозицию (соотносится с когнитивной базой).
Е. В. Падучева, выделяя прагматическую и семантическую пресуппозиции, подразделяет последнюю на:
- фактивные;
- категориальные;
- экзистенциальные.

Пресуппозиция может быть обращена на обоснование высказывания. В этом случае дополнительное значение оказывается аргументативным. Например, «Я забыл зайти к ней», кроме сообщения самого факта, содержит «Я знал, что должен зайти». Такая пресуппозиция называется «фактивной», так как обычно вводится с помощью фактивных глаголов (глаголы, относящиеся к умственной деятельности и психическим процессам).
Категориальные пресуппозиции — ограничения семантической сочетаемости — препозиции, касающиеся нахождения актанта в области применимости предиката. Например, в предложении «но правду знали лишь густые тополя» нарушена пресуппозиция одушевлённости субъекта глагола «знать».
Экзистенциальной пресуппозицией — то есть пресуппозиции, относящейся к существованию и единственности объекта, для предложения «Нынешний король Франции лыс» будет «У Франции сейчас есть король».
В отличие от семантической пресуппозиции, дополнительное значение может быть и прагматическим. Например, в произносимой в очереди фразе «Вас здесь не стояло» предполагаемое значение — «Займите полагающееся вам место». В работе Е. В. Падучевой приводится следующее определение прагматической пресуппозиции. «Смысловой компонент Р предложения S является прагматической пресуппозицией S, если при нормальном употреблении S говорящий считает компонент Р истинным и известным слушающему.»
Н. Д. Арутюнова в своих работах дала целый ряд различных видов пресуппозиций: 
- экзистенциональные,
- прагматические,
- синтагматические  (обусловленность одного слова или предложения другим словом или предложением),
- коннотативные (связанные с побочными значениями слов и предложений),
- коммуникативные (представление говорящего о степени осведомлённости адресата речи),
- логические.

Кроме приведённых выше, существует целый ряд теорий и точек зрения как на природу различных видов пресуппозиций, так и на их классификации.

## В логике
В логике, в отличие от лингвистики, пресуппозиция понимается не только как представление о существовании и единственности объекта, но и как особый вид отношений между высказываниями наряду с импликацией. Таким образом, под пресуппозициями в логике понимается:
- семантическое условие наличия истинностного значения предложения;
- особый вид логических отношений между предложениями;
- необходимое для коммуникации прагматическое условие.

П. Стросон даёт следующее определение пресуппозиции: «P предполагает S (то есть S является пресуппозицией P), тогда и только тогда, когда (1) P — истинно, то S — истинно и (2) P — ложно, то S — истинно»:
{\displaystyle S} — пресуппозиция {\displaystyle P\iff (P\to S)\land (\lnot P\to S)}
Для сравнения, определение импликации:
{\displaystyle S} — импликация {\displaystyle P\iff (P\to S)}
Можно заметить, что modus ponens выполняется как для импликации, так и для пресуппозиции, тогда как modus tollens (рассуждение от противного) только для импликации.
Одним из важных свойств пресуппозиции является её инвариантность относительно отрицания утверждаемого, что видно уже из формулы её определения, в которую {\displaystyle P} и {\displaystyle \lnot P} входят симметрично (в отличие от импликации).
В терминах истинностых значений логики понятие пресуппозиции можно определить как «Р имеет своей пресуппозицией Q в том случае, если Q верно всегда, когда P имеет истинностное значение.» В лингвистике определение более интуитивно «Р имеет пресуппозицией Q при следующем условии: если утверждается, отрицается или спрашивается Р, говорящий вынужден считать, что Q» (по Карттунену).
В силу того, что в логике пресуппозиции являются предложениями, у них могут быть свои пресуппозиции второго, третьего и т. д. порядка. Наличие транзитивности у пресуппозиции предполагает, что в когнитивных процессах речевого общения различные механизмы логического вывода знаний должны играть большую роль.